# ファートイナ・アウタガバイア
ファートイナ・アウタガバイア（Fa'atoina Autagavaia、1988年9月18日 - ）は、サモアのラグビーユニオン選手。

## プロフィール
- サモア・ヴァイロア出身[1]。
- ポジションはフルバック(FB)[2]。
- 身長 187cm、体重 92kg
- ラグビーワールドカップセブンズ2013の7人制サモア代表に選ばれたことがある[3]
- サモア代表キャップは21（2025年4月現在）でラグビーワールドカップ2015のサモア代表に選ばれた[4]。

## 略歴
ノースランド、ノーサンプトン・セインツを経て、2014年、USONヌヴェールに加入。